# یواس‌اس سیرن (۱۸۰۳)
یواس‌اس سیرن (۱۸۰۳) (به انگلیسی: USS Syren (1803)) یک کشتی بود که طول آن ۹۴ فوت ۴ اینچ (۲۸٫۷۵ متر) بود. این کشتی در سال ۱۸۰۳ ساخته شد.